# Tomáš Indruch
Tomáš Indruch (Hradec Králové, 10 de mayo de 1976) es un deportista checo que compitió en piragüismo en la modalidad de eslalon. Ganó cinco medallas en el Campeonato Mundial de Piragüismo en Eslalon entre los años 2003 y 2011, y ocho medallas en el Campeonato Europeo de Piragüismo en Eslalon entre los años 2000 y 2011.

## Palmarés internacional
| Campeonato Mundial | Campeonato Mundial               | Campeonato Mundial | Campeonato Mundial |
| Año                | Lugar                            | Medalla            | Competición        |
| ------------------ | -------------------------------- | ------------------ | ------------------ |
| 2003               | Augsburgo (Alemania)             | Medalla de bronce  | C1 por equipos     |
| 2005               | Penrith (Australia)              | Medalla de bronce  | C1 por equipos     |
| 2006               | Praga (República Checa)          | Medalla de plata   | C1 por equipos     |
| 2007               | Foz do Iguaçu (Brasil)           | Medalla de bronce  | C1 por equipos     |
| 2011               | Bratislava (Eslovaquia)          | Medalla de bronce  | C1 por equipos     |
| Campeonato Europeo |                                  |                    |                    |
| Año                | Lugar                            | Medalla            | Competición        |
| 2000               | Mezzana (Italia)                 | Medalla de plata   | C1 por equipos     |
| 2004               | Skopie (Macedonia)               | Medalla de oro     | C1 individual      |
| 2004               | Skopie (Macedonia)               | Medalla de oro     | C1 por equipos     |
| 2005               | Tacen (Eslovenia)                | Medalla de bronce  | C1 por equipos     |
| 2006               | L'Argentière-la-Bessée (Francia) | Medalla de bronce  | C1 individual      |
| 2006               | L'Argentière-la-Bessée (Francia) | Medalla de bronce  | C1 por equipos     |
| 2009               | Nottingham (Reino Unido)         | Medalla de oro     | C1 por equipos     |
| 2011               | Seo de Urgel (España)            | Medalla de bronce  | C1 por equipos     |